# ドリュー・ギャグノン
- ドリュー・ギャニョン

アンドリュー・マイルズ・ギャグノン（Andrew Miles Gagnon, 英語発音: /ˈdru ˈgænjən/; 1990年6月26日 - ）は、アメリカ合衆国カリフォルニア州トゥオルミ郡コロンビア出身のプロ野球選手（投手）。右投右打。CPBLの味全ドラゴンズ所属。

## 経歴

### プロ入り前
2008年のMLBドラフト10巡目（全体294位）でピッツバーグ・パイレーツから指名されたが、この時は契約せずにカリフォルニア州立大学ロングビーチ校へ進学した。

### プロ入りとブルワーズ傘下時代
2011年のMLBドラフト3巡目（全体100位）でミルウォーキー・ブルワーズから指名され、プロ入り。契約後、傘下のパイオニアリーグのルーキー級ヘレナ・ブルワーズでプロデビュー。8試合（先発7試合）に登板して0勝3敗1セーブ、防御率8.05、27奪三振を記録した。
2012年はA級ウィスコンシン・ティンバーラトラーズとA+級ブレバード・カウンティ・マナティーズでプレーし、2球団合計で25試合に先発登板して7勝3敗、防御率2.83、114奪三振を記録した。
2013年はA+級ブレバード・カウンティとAA級ハンツビル・スターズでプレーし、2球団合計で 26試合に先発登板して7勝13敗、防御率5.43、108奪三振を記録した。
2014年はAA級ハンツビルでプレーし、28試合に先発登板して11勝6敗、防御率3.96、118奪三振を記録した。
2015年はAA級ビロクシ・シャッカーズとAAA級コロラドスプリングス・スカイソックスでプレーし、2球団合計で26試合（先発19試合）に登板して2勝12敗、防御率6.67、69奪三振を記録した。
2016年もAA級ビロクシとAAA級コロラドスプリングスでプレーし、2球団合計で36試合（先発5試合）に登板して3勝1敗1セーブ、防御率4.48、63奪三振を記録した。

### エンゼルス傘下時代
2016年12月13日にジェット・バンディとのトレードで、マーティン・マルドナードと共にロサンゼルス・エンゼルスへ移籍した。
2017年は傘下のAAA級ソルトレイク・ビーズでプレーし、31試合（先発10試合）に登板して1勝1敗、防御率6.25、83奪三振を記録した。オフの11月6日にFAとなった。

### メッツ時代
2017年12月22日にニューヨーク・メッツとマイナー契約を結んだ。
2018年の開幕は傘下のAA級ビンガムトン・ランブルポニーズで迎え、AAA級ラスベガス・フィフティワンズを経て7月10日にメジャー契約を結んで入りした。同日のフィラデルフィア・フィリーズ戦でメジャーデビュー 。この年メジャーでは5試合（先発1試合）に登板して2勝1敗、防御率5.25、8奪三振を記録した。
2019年は18試合に登板して3勝1敗、防御率8.37、17奪三振を記録した。 オフの11月20日にDFAとなり、22日に自由契約となった。

### 起亜時代
2019年12月10日に韓国プロ野球の起亜タイガースと契約したことが発表された。
2020年は起亜で11勝を記録するも、再契約は見送られ同年限りで退団。2021年1月14日にウェーバー公示された。

### 味全時代
2020年12月26日、CPBLの味全ドラゴンズと契約したことが発表された。
2021年は18試合に登板して5勝7敗、防御率3.93という成績に終わり、10月30日に家庭の事情により一度退団したが、オフの12月12日に再契約を結んだ。
2022年は28試合に先発登板して12勝6敗、防御率2.68という好成績を挙げた。
2023年は投手陣の柱としてフル回転し、30試合に先発登板。13勝7敗、155奪三振、防御率3.00という成績を挙げ、最多勝利、最多奪三振、ゴールデン・グラブ賞、ベストナイン、そしてリーグ年間MVPの5つのタイトルを総なめにした。

## 詳細情報

### 年度別投手成績
| 年 度     | 球 団     | 登 板 | 先 発 | 完 投 | 完 封 | 無 四 球 | 勝 利 | 敗 戦 | セ 丨 ブ | ホ 丨 ル ド | 勝 率 | 打 者 | 投 球 回 | 被 安 打 | 被 本 塁 打 | 与 四 球 | 敬 遠 | 与 死 球 | 奪 三 振 | 暴 投 | ボ 丨 ク | 失 点 | 自 責 点 | 防 御 率 | W H I P |
| --------- | --------- | ----- | ----- | ----- | ----- | -------- | ----- | ----- | -------- | ----------- | ----- | ----- | -------- | -------- | ----------- | -------- | ----- | -------- | -------- | ----- | -------- | ----- | -------- | -------- | ------- |
| 2018      | NYM       | 5     | 1     | 0     | 0     | 0        | 2     | 1     | 0        | 0           | .667  | 56    | 12.0     | 15       | 2           | 5        | 0     | 2        | 8        | 2     | 0        | 11    | 7        | 5.25     | 1.67    |
| 2019      | NYM       | 18    | 0     | 0     | 0     | 0        | 3     | 1     | 0        | 0           | .750  | 117   | 23.2     | 34       | 11          | 7        | 0     | 2        | 17       | 2     | 0        | 26    | 22       | 8.37     | 1.73    |
| 2020      | 起亜      | 28    | 28    | 0     | 0     | 0        | 11    | 8     | 0        | 0           | .579  | 702   | 159.2    | 162      | 7           | 64       | 0     | 9        | 141      | 0     | 0        | 86    | 77       | 4.34     | 1.42    |
| 2021      | 味全      | 18    | 14    | 0     | 0     | 0        | 5     | 7     | 0        | 0           | .417  | 405   | 94.0     | 98       | 6           | 25       | 0     | 3        | 76       | 5     | 0        | 44    | 41       | 3.93     | 1.31    |
| 2022      | 味全      | 28    | 28    | 0     | 0     | 0        | 12    | 6     | 0        | 0           | .667  | 704   | 174.1    | 141      | 5           | 50       | 0     | 4        | 150      | 21    | 0        | 61    | 52       | 2.68     | 1.10    |
| 2023      | 味全      | 30    | 30    | 0     | 0     | 0        | 13    | 7     | 0        | 0           | .650  | 746   | 183.0    | 168      | 9           | 44       | 0     | 9        | 155      | 8     | 0        | 65    | 61       | 3.00     | 1.16    |
| 2024      | 味全      | 21    | 20    | 0     | 0     | 0        | 10    | 8     | 0        | 0           | .556  | 516   | 120.2    | 119      | 10          | 49       | 0     | 4        | 87       | 7     | 0        | 49    | 40       | 2.98     | 1.39    |
| MLB：2年  | MLB：2年  | 23    | 1     | 0     | 0     | 0        | 5     | 2     | 0        | 0           | .714  | 173   | 35.2     | 49       | 13          | 12       | 0     | 4        | 25       | 4     | 0        | 37    | 29       | 7.32     | 1.71    |
| KBO：1年  | KBO：1年  | 28    | 28    | 0     | 0     | 0        | 11    | 8     | 0        | 0           | .579  | 702   | 159.2    | 162      | 7           | 64       | 0     | 9        | 141      | 0     | 0        | 86    | 77       | 4.34     | 1.42    |
| CPBL：5年 | CPBL：5年 | 97    | 92    | 0     | 0     | 0        | 40    | 28    | 0        | 0           | .588  | 2371  | 572.0    | 526      | 30          | 168      | 0     | 20       | 468      | 41    | 0        | 219   | 194      | 3.05     | 1.21    |

- 2024年度シーズン終了時
- 各年度の太字はリーグ最高、赤太字はCPBLにおける歴代最高

### 表彰
CPBL
- 最優秀選手：1回（2023年）
- ベストナイン：1回（投手部門：2023年）
- ゴールデングラブ賞：2回（投手部門：2023年、2024年）
- 最多勝：1回（2023年）
- 最多奪三振：1回（2023年）
- 月間MVP：3回 （投手：2022年7月、2023年4月、2025年3月・4月）

### 背番号
- 47（2018年 - 2019年）
- 40（2020年）
- 64（2021年）
- 37（2022年 - ）